# Mirabrás
Der Mirabrás ist ein Palo des Flamenco, das heißt eine seiner musikalischen und tänzerischen Formen.

## Geschichte
Der Mirabrás entstand vermutlich aus einem republikanischen Gesang des 19. Jahrhunderts. Seine Adaption an den Flamenco wird Tío José el Granaíno zugesprochen. Er habe daraus einen Gesang mit reichen Verzierungen geformt.
Der Begriff milabrás (sic) ist schon in früheren Liedtexten nachgewiesen, beispielsweise in folgenden Versen einer Tonadilla namens La gitana pobre von 1794:
El hombre que vuelve a casa

y se vuelve sin dineros

a su mujer temer debe

más que a una espada de fuego.

Que ay milabrás…
Der Mann, der heimkommt,

und ohne Geld heimkommt,

muss seine Frau fürchten

mehr als ein Flammenschwert.

Oh meine Mühsal!
Aus dieser Überlieferung stammen die Zeilen
Y ay mirabrás

y ay mirabrás

y ay mirabrás, labrás

que labrando vas
mit denen ein Mirabrás zu beginnen pflegt.

## Tanz
Im Allgemeinen gilt der Mirabrás eher als weiblicher Tanz. Es gibt keine spezifischen vorgeschriebenen Schritte oder Figuren. In der Regel wird er im Stil der Alegría interpretiert. So hielt es auch Antonio Gades, wobei er jedoch raumgreifende Schritte wählte, die neue Möglichkeiten für die Choreografie schufen.

## Liedtexte
Traditionell handelt es sich bei den Liedtexten um Potpourris aus den Strophen verschiedener Cantiñas. Wegen der Länge ihrer Verse werden diese Lieder mitunter auch Alegrías largas genannt. Juan Vergillos gibt folgendes Beispiel:
(Siguiendo los tercios 

iniciales mencionados anteriormente:)

A mí que me importa

que un rey me culpe

si el pueblo es grande y me abona,

voz del pueblo, voz del cielo,

que no hay más ley

que son las obras,

y con el mirabrás, ay, y anda.

Venga usté a mi puesto hermosa

y no se vaya usté salero,

castañas de Galaroza,

yo traigo camuesas y peros.

Ay, Marina,

traigo naranjas

y son de la China.

Batatidas, borondas

y sospiritos de canela,

Malacatones de Ronda

y castañas, como bajean.
(Nach den oben genannten

Anfangsversen:)

Was schert es mich,

von einem König beschuldigt zu werden,

wenn das Volk groß ist und mich achtet.

Stimme des Volkes, Stimme des Himmels,

sodass kein Gesetz 

größer ist als die Werke,

und oh, geh mit dem Mirabrás.

Kommen Sie zu meinem Platz, Sie Schöne,

und nicht zu jenem Salzkasten,

Kastanien aus Galaroza,

ich bringe Äpfel mit, runde und längliche.

Oh, Marina,

ich bringe Orangen mit.

die von Las Chinas kommen.

Runde Kartöffelchen

und süßes Zimtgebäck,

Pfirsiche aus Ronda

und Kastanien, wenn sie fallen.